# Chathamscharbe
Die Chathamscharbe (Leucocarbo onslowi, Syn.: Phalacrocorax onslowi) ist eine Vogelart aus der Gattung Phalacrocorax innerhalb der  Familie der Kormorane. Die  Art kommt ausschließlich an den Küsten der zu  Neuseeland gehörenden Chatham-Inseln vor. Sie  brütet in kleinen Kolonien und ernährt sich vorwiegend von Fischen. Die IUCN führt die Art wegen der zunehmenden Zerstörung ihres Lebensraums und des kleinen Bestandes als „vom Aussterben bedroht (Critically Endangered)“. BirdLife International schätzt den Bestand der Chathamscharbe auf nur noch 540 geschlechtsreife Individuen. Der Artstatus ist wie bei vielen Kormoranen umstritten.

## Aussehen
Chathamscharben erreichen eine Länge von maximal 63 Zentimetern und ein Gewicht zwischen 1790 und 2525 Gramm. Die Art zeigt einen Geschlechtsdimorphismus, die Männchen sind etwas größer und schwerer als die Weibchen. Die Art ähnelt stark der größeren Warzenscharbe, zeigt jedoch etwas weniger Weiß auf den Flügeln sowie eine rote Schnabelbasis und eine ebenso gefärbte Gesichtshaut, die bis um das Auge herum reicht. Die nackte Gesichtshaut über der oberen Schnabelbasis trägt vor allem zur Brutzeit ausgeprägte, warzige Auswüchse, die gelb gefärbt sind. Der graue Schnabel ist im Verhältnis zur Körpermasse kürzer und schmaler als der der Warzenscharbe. Die Iris hat eine blaue Farbe, Beine und Füße sind rosa. 
Jungvögel ähneln bereits stark den adulten Vögeln, tragen jedoch braune statt schwarze Federn. Die weiße Flügelzeichnung adulter Vögel kann bereits durch hellere Federn in diesem Bereich angedeutet sein.
Innerhalb des Verbreitungsgebietes kann die Chathamscharbe mit keiner anderen Art verwechselt werden: Es ist die einzige Kormoranart, die auf dieser Inselgruppe vorkommt, die eine weiße Körperunterseite und rosafarbene Füße aufweist. Die Chathamscharbe vergesellschaftet sich außerdem mit keiner anderen Kormoranart.

## Verbreitung und Lebensraum

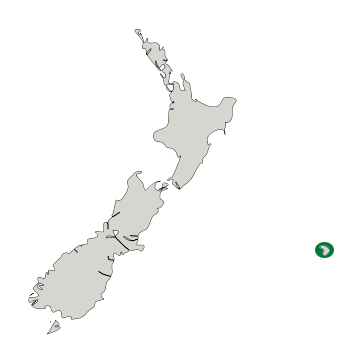
Verbreitungsgebiet der Chathamscharbe

Die Chathamscharbe ist ein Endemit der zu Neuseeland gehörenden Chatham-Inseln. Das Vorkommen beschränkt sich auf die flachen Küstengewässer und Buchten, auf der Hochsee ist sie nicht anzutreffen.
Die Art ist ein Standvogel und Jungvögel zeigen keine Tendenz zur Dismigration.

## Nahrung
Die Nahrung besteht vorwiegend aus kleinen Fischen, über die genaue Zusammensetzung ist jedoch nichts bekannt. Wie alle Kormorane jagt die Art ihre Beute bevorzugt tauchend, indem sie sie unter Wasser schwimmend verfolgt und fängt. Gelegentlich schließen sich einige Vögel zur gemeinsamen Jagd zusammen.
Da das Gefieder der Chathamscharbe Wasser aufnimmt, muss es nach einem Tauchgang getrocknet werden. Wie die meisten Kormorane breitet die Art dazu ihre Flügel aus und lässt das Gefieder durch die Sonne oder Wind trocknen.

## Brut und Brutverhalten
Über die Fortpflanzungsbiologie der Chathamscharbe liegen bislang kaum Informationen vor. Der Beginn der Brutzeit liegt zwischen September und Dezember und ist abhängig vom Nahrungsangebot.  
Die Art brütet in kleinen Kolonien an felsigen Küstenabschnitten und auf der Küste vorgelagerten Felseninseln. Das vorwiegend aus kleinen Stöcken, Algen und Gras bestehende Nest wird bevorzugt auf flachen Hängen oder ebenem Grund errichtet und mit Exkrementen verfestigt. 
In der Regel werden drei Eier gelegt. Die Küken schlüpfen nackt, ihnen wächst nach einigen Tagen ein braunes  Daunenkleid. Junge Chathamscharben werden gelegentlich so von Silberkopfmöwen bedrängt, dass sie ihre Nahrung hochwürgen.

## Systematik
Wie bei allen Kormoranen ist die genaue systematische Stellung der Art umstritten. Die Chathamscharbe gehört zu einer Gruppe von Kormoranarten der Südhalbkugel, die aufgrund oft geringer morphologischer Unterschiede in verschiedene Arten eingeteilt werden. Die Richtigkeit dieses Vorgehens ist umstritten. Eine endgültige Klärung der Systematik mittels genetischer Methoden steht noch aus. Die Chathamscharbe wird von einigen Wissenschaftlern als Unterart der Warzenscharbe angesehen.

## Gefährdung und Schutz
Die IUCN führt die Art als „vom Aussterben bedroht (Critically Endangered)“, da der Gesamtbestand auf  weniger als 500 Tiere geschätzt wird und in den letzten Jahren stark abgenommen hat. Bedrohungen stellen die Störung der Brutkolonien durch Landwirtschaft sowie Nachstellung durch verwilderte Hauskatzen und eingeschleppte Ratten dar. Durch das kleine Verbreitungsgebiet kann die Art Verluste nur sehr langsam kompensieren.

## Belege